# St-Fursy (Péronne)
Die Kirche Saint-Fursy in Péronne im französischen Département Somme wurde Mitte des 7. Jahrhunderts gegründet und 1794 abgerissen. In der Kirche waren der heilige Fursa und König Karl der Einfältige bestattet.

## Geschichte
Der Leichnam des irischen Heiligen Fursa (Saint Fursy) wurde um 650 in einer Kirche in Péronne bestattet. Der Hausmeier Erchinoald († 658) ließ über der Grabstätte eine größere Kirche bauen, die er dem heiligen Fursa weihte und einer Gruppe von Klerikern – darunter eventuell Fursas Brüder Foillan und Ultan – anvertraute, die später ein Stiftskapitel bildeten. Das Gotteshaus entwickelte sich zu einer Pflanzstätte des irischen Mönchtums und der Verehrung des heiligen Patrick im Merowingerreich.
Der westfränkische Könige Karl der Einfältige wurde, nachdem er im Jahr 923 in Gefangenschaft geraten war und später in Péronne starb, im Jahr 929 in Saint-Fursy bestattet.
Das Kapitel wurde während der Französischen Revolution 1790 aufgelöst, die Stiftskirche Saint-Fursy 1794 abgerissen. An der gleichen Stelle wurde später das Gerichtsgebäude gebaut (Rue Saint-Fursy 57).
Bei Grabungen im Jahr 2003 am Standort der Kirche wurden menschliche Knochen gefunden, die die Hypothese aufkommen ließen, es handele sich um die Gebeine des Königs. Ein Beweis dafür steht allerdings aus.